# Montserrat Cabré
Montserrat Cabré i Pairet (Hospitalet de Llobregat, Barcelona, 1962)  es una catedrática de la Universidad de Cantabria. Es doctora en Historia Medieval por la Universidad de Barcelona. Su faceta como investigadora se ha dirigido siempre a los temas de historia de las mujeres, especialmente, los relacionados con la historia de la medicina, de la ciencia y de la cultura. También ha profundizado en el monacato femenino medieval. Forma parte de la Asociación Española de Investigación de Historia de las Mujeres.

## Trayectoria
Montserrat Cabré i Pairet es Catedrática Acreditada por la Oficina Nacional de Evaluación de la Excelencia Académica (ANECA).Desde 1986 ha colaborado en la gestión y la investigación de Duoda, lugar de donde ha sido también alumna y profesora. Actualmente es profesora de historia de la ciencia en la Universidad de Cantabria, donde ha fundado el Aula Interdisciplinar Isabel Torres de Estudios de las Mujeres y del Género y la ha dirigido entre los años 2004-2010.
En el 2004 recibió  un premio por su trayectoria y contribución para conseguir un mundo libre de violencia de género de manos de la vicepresidenta del Gobierno de Cantabria, Dolores Gorostiaga.  El acto se enmarcó en el VII Aniversario de la Ley de Cantabria 1/2004, Integral para la Prevención de la Violencia contra las Mujeres y la Protección a sus Víctimas. A la distinción se sumó también el reconocimiento a otras dos profesoras de la institución cántabria: Paz de la Cuesta, de la Facultad de Derecho y Eva Gómez, de Educación, por los mismos motivos. 
Ha sido investigadora invitada en varias universidades extranjeras, como las de Cambridge, Harvard y el MIT. Colabora activamente con diversas asociaciones profesionales de carácter nacional e internacional, como la Asociación Española de Investigación de Historia de las Mujeres (AEIHM), la Sociedad Española de Historia de la Medicina (SEHM) o la Society for Medieval Feminist Scholarship (SMFS ). En la Universidad de Cantabria, la profesora Cabré ha desarrollado diversos proyectos docentes sobre las mujeres como sujeto y objeto de la historia de la medicina y de la ciencia y colabora también con otras universidades aportando esta perspectiva a varios programas de postgrado en estudios de las mujeres y de género. Ha publicado numerosos trabajos sobre diversos aspectos de la cultura medieval y de la primera Edad Moderna, especialmente los relacionados con la historia del cuerpo y de las prácticas de salud de las mujeres. También se ha interesado por las autoras medievales y renacentistas, especialmente para las que participaron en las primeras fases de la querella de las mujeres, así como por la singularidad de la plasmación escrita de los conocimientos de las mujeres durante ese periodo. En este momento, trabaja en un proyecto sobre la capacidad de agencia de mujeres y hombres en la atención a la salud, en particular en torno a las prácticas de autotratamiento en la España bajomedieval y renacentista.
Además, ella está coordinando un equipo internacional de historiadores de la ciencia, historiadores del arte. y curadores que trabajan en un proyecto de exposición sobre la colección de dibujos de Maria Sibylla Merian y Alida Withoos que se celebró en los Archivos del Real Jardín Botánico de Madrid que se lanzarán en Santander en el otoño de 2018. Montserrat ha sido codirectora en jefe de la revista de acceso abierto Dynamis desde 2011 hasta 2017. En la actualidad, es la Directora Académica de Igualdad de Género y Responsabilidad Social de la Universidad de Cantabria.

## Publicaciones (selección)

### Salud de la Mujer: colecciones editadas
- Mujeres y Salud: Prácticas y Saberes / Women and Health: Practices and Knowledges. Special issue of Dynamis 19 (1999), edited by Montserrat Cabré and Teresa Ortiz-Gómez Contains 15 articles in Spanish, English and French
- Sanadoras, matronas y médicas en Europa: Siglos XII-XX Spanish versions of a selection of articles from the Dynamis 1999 issue, with a new introduction and bibliography.

### Género, medicina y ciencia: Colecciones editadas
- Sexo y género en medicina. Una introducción a los estudios de las mujeres y de género en ciencias de la salud

Santander: Ediciones Universidad de Cantabria, 2013. (con Fernando Salmón, eds.)
- Significados científicos del cuerpo de mujer

In: Asclepio 60.1 (2008) (conTeresa Ortiz-Gómez, eds.)

### Libros
- De dos en dos. Las prácticas de creación y recreación de la vida y la convivencia humana.horas y HORAS. Colección Cuadernos Inacabados, núm. 38. ISBN 84-87715-85-0

by Carmen Caballero Navas y Montserrat Cabré. Las prácticas de creación y recreación de la vida y la convivencia humana, 2000